# テオフィロ・ステベンソン
テオフィロ・ステベンソン（Teófilo Stevenson、男性、1952年3月29日 - 2012年6月11日）は、キューバ出身のアマチュアボクシング選手。身長約196cm、体重100kg。

## 経歴
8歳頃ボクシングを始め、1970年ナショナルチーム入り。やがて成人したステベンソンは既に世界トップクラスの実力を身につけており、あまりに強すぎて対戦中にギブアップしたボクサーすらいた。彼の敗戦はデビュー直後と引退間際に集中しており、オリンピック出場時に勝てる相手が存在しなかったことを示している。
ステベンソンが勝利したボクサーの中には、後に世界ヘビー王座を獲得した選手が3人いる（ジョン・テイト、グレグ・ペイジ、ゲリー・コーツィー）。また当時はモハメド・アリ、ジョージ・フォアマン、ジョー・フレージャー、レオン・スピンクス、ケン・ノートンといった傑物が揃い、ヘビー級全盛時代を迎えていた。当然、彼の元にはいつもプロモーターからの「アメリカへ亡命し、プロの舞台で試合をすれば、あなたの実力なら必ず成功する。一緒に大金を儲けないか」といった誘いが絶えなかった。しかしステベンソンは、「私は祖国も家族も愛している。国を捨ててプロになる必要は無い」と言って断り続けた。
そのステベンソンも引退時にモハメド・アリの名を挙げ何度も実現の機会のあった伝説のチャンピオンとの対戦に乗り気でなかった事への後悔を口にしている。
当時のアマチュアボクシングは頭部の安全のためのヘッドギア装着を義務付けておらず、プロとの技術面においての差も少なかった。そのため現在でも、ステベンソンが亡命してプロに転向しようと思えばいつでも可能で、スター選手たちとのビッグマッチが組まれ大金が動いたと考えられている。
なお、キューバは1984年ロサンゼルスオリンピックを政治的な理由でボイコットしているため、オリンピックにおける史上初のボクシング同階級4連覇を果たすことはできなかった。
1988年引退。引退後は故郷でサトウキビ農場を経営、ボクシングから離れた生活を送った。晩年、故郷の町に有志の寄付によって記念館が作られ、オープンの際に「Pirolo」コールの中で感動のあまり涙を流す姿が報道された。
2012年6月11日、心臓病のために死去。60歳没。

## ファイトスタイル
基本に忠実なオーソドックススタイルであり、長身を生かした鋭いジャブ、左右のストレートで試合をコントロールする展開を好んだ。相手のパンチをパリングとスウェイでことごとく避けるディフェンス、一撃でダウンを奪うハードパンチを兼ね備えた高度にバランスが取れたボクサーである。2mに迫る巨躯でありながら軽快なコンビネーションやフットワークなどスピード面でも優れ、当時のアマチュアボクシング界を代表する選手であった。
若手時代は積極的にインファイトに持ち込み力任せにダウンを奪う強引な面がみられたが、年齢を重ねてからはスピードが乗ったワンツーと右クロスカウンターで的確に仕留めるスマートなスタイルへと変化していった。